# Jon Brittenum
Jon Brittenum (Brinkley, 27 de mayo de 1944-South Texas, 13 de octubre de 2022) fue un jugador estadounidense de fútbol americano que jugaba en la posición de quarterback.

## Carrera

### Universidad
Tras salir de la Brinkley High School de su ciudad natal, estudío en la Universidad de Arkansas y jugó con los Arkansas Razorbacks de 1963 a 1966, con la que salió dos veces campeón de la Southeastern Conference en dos ocasiones y ganó el Cotton Bowl de 1964 al vencer 10-7 a los Nebraska Cornhuskers.

### Profesional
Participó en el draft de 1967 pero no fue elegido, siendo contratado por los Miami Dolphins para su equipo de práctica en ese año. Al año siguiente es contratado por los San Diego Chargers con quien jugó 14 partidos en su única temporada con el equipo.

## Muerte
Brittenum murió el 13 de octubre de 2022 en South Texas a los 78 años luego de sufrir por varios años de problemas cardíacos.

## Logros
- Southeastern Conference: 2

1964, 1965
- Cotton Bowl: 1

1964